# Den skrattande kon

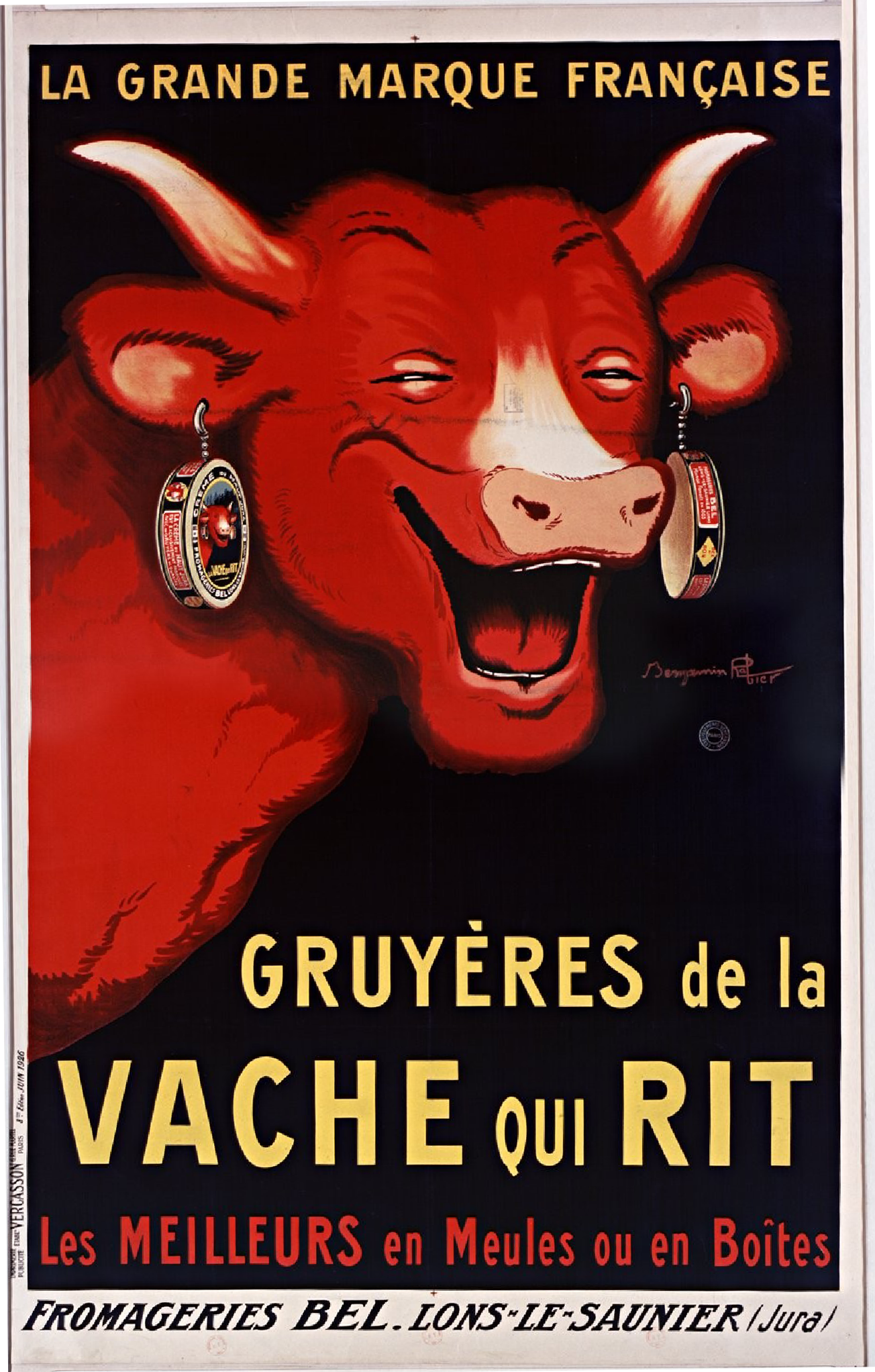
En reklamaffisch från 1926

Den skrattande kon (franska: La vache qui rit) är ett varumärke för ost som produceras av det franska företaget Groupe Bel. Den skrattande kon är triangelformade smältostbitar, som säljs i runda pappförpackningar. Osten finns såväl okryddad som smaksatt med olika örter och kryddor.